# Römisch-katholische Kirche in Tschechien
Die römisch-katholische Kirche in Tschechien ist die größte Konfession des Landes. Rund 10 % der tschechischen Bevölkerung sind Mitglied in der katholischen Kirche. Sie gliedert sich in zwei Kirchenprovinzen, welche im Wesentlichen den historischen Ländern Böhmen und Mähren/Schlesien entsprechen. Diese Kirchenprovinzen umfassen insgesamt acht Diözesen.

## Struktur

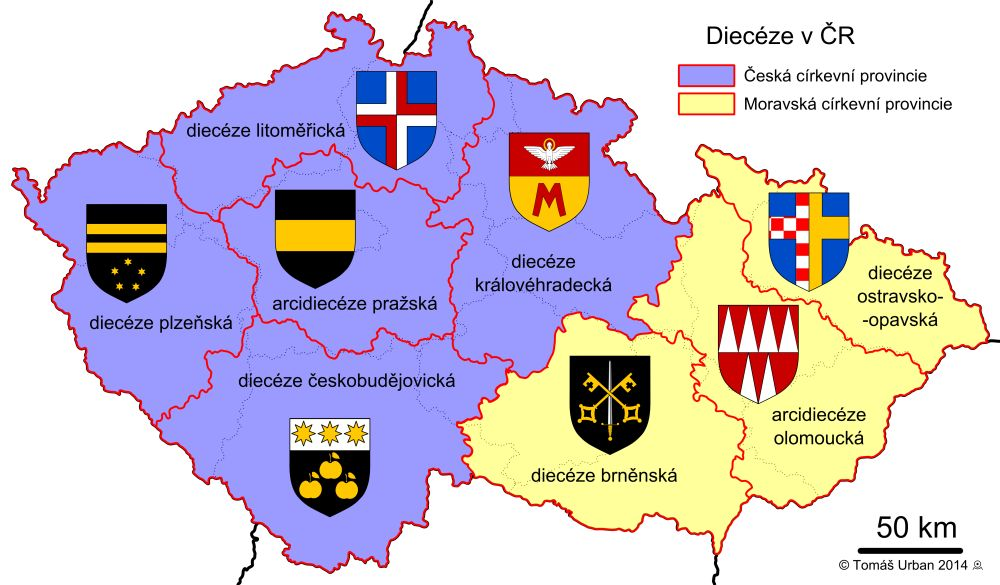
Die tschechischen Diözesen
Kirchenprovinz Böhmen
Kirchenprovinz Mähren

Lateinische Kirche
- Erzbistum Prag (Praha)

Der Veitsdom und das Domkapitel (links) in Prag

  - Bistum Budweis (České Budějovice)
  - Bistum Königgrätz (Hradec Králové)
  - Bistum Leitmeritz (Litoměřice)
  - Bistum Pilsen (Plzeň)
- Erzbistum Olmütz (Olomouc)
  - Bistum Brünn (Brno)
  - Bistum Ostrau-Troppau (Ostrava-Opava)

Ruthenische griechisch-katholische Kirche
- Apostolisches Exarchat von Tschechien

Die katholische Militärseelsorge ist einem Militärvikariat zugeordnet.
Das untergegangene Bistum Leitomischl wurde als Titularsitz erneuert, letzter Titularbischof von Leitomischl war bis zu seiner Ernennung zum Diözesanbischof der Brünner Weihbischof Pavel Konzbul.

### Gerichtsbarkeit
Es bestehen sechs Kirchengerichte: Diözesangerichte in Königgrätz, Leitmeritz, Pilsen und Brünn sowie interdiözesane Metropolitangerichte in Prag (mit Budweis) und Olmütz (mit Ostrau-Troppau).

## Bischofskonferenz und Nuntiatur

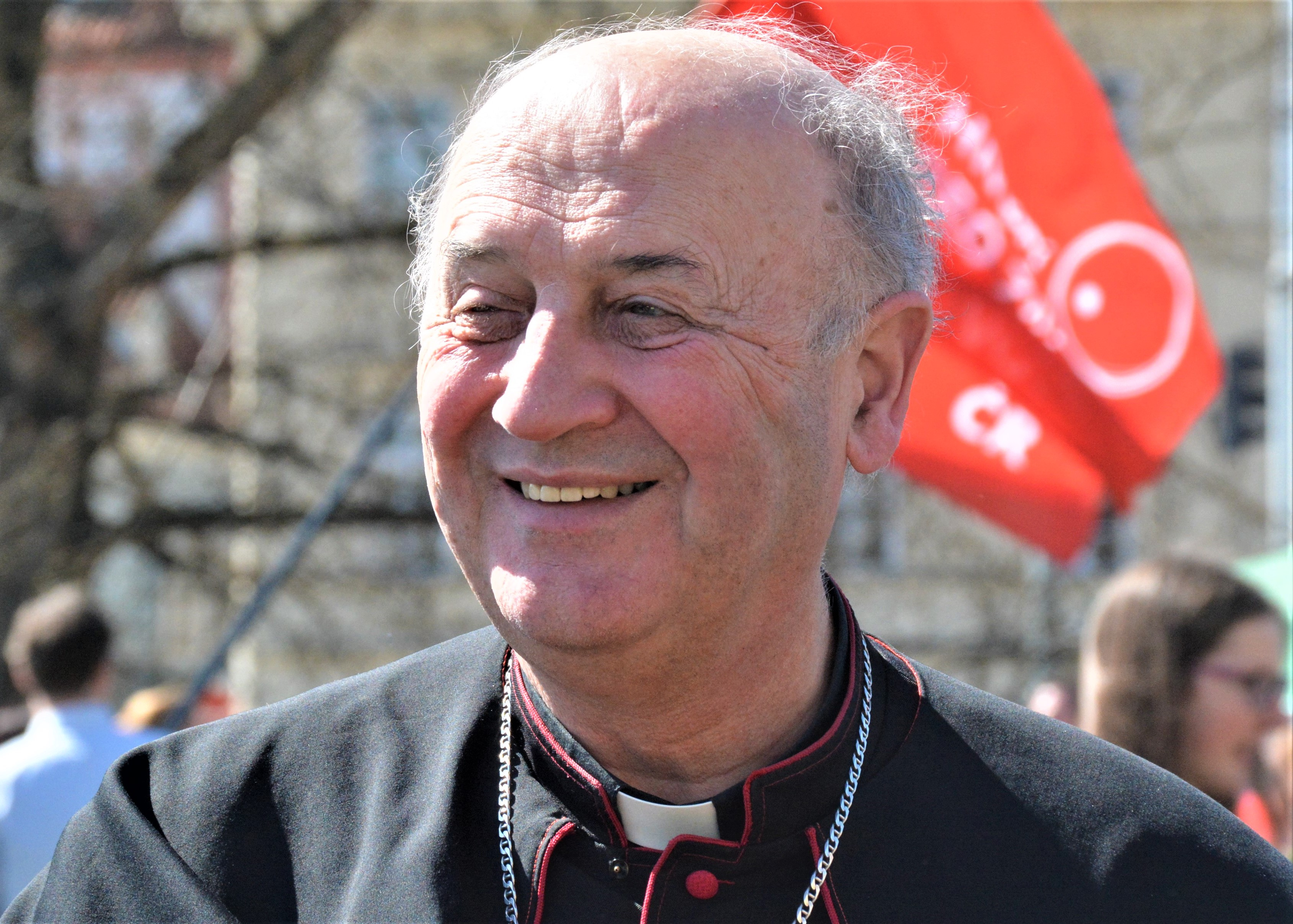
Erzbischof Jan Graubner, Vorsitzender der Tschechischen Bischofskonferenz

Die Tschechische Bischofskonferenz besteht aus den 8 römisch-katholischen Diözesanbischöfen (davon zwei Erzbischöfen), den 5 Weihbischöfen, drei emeritierten (Weih-)Bischöfen. Mitglied sind zudem auch die drei griechisch-katholischen Bischöfe. Ihr Sitz befindet sich in Prag. Vorsitzender ist zurzeit der Prager Erzbischof Jan Graubner.
In der Bischofskonferenz existiert neben dem Vorsitz ein Ständiger Rat, 7 bischöfliche Kommissionen für Glaubensausübung, Katechese, Priester, katholische Bildung sowie für wirtschaftliche Angelegenheiten; Öffentlichkeitsarbeit und Ordensleben. Weiters stehen der Bischofskonferenz 16 Arbeitskreise für verschiedene Themen zur Verfügung.
Jeweils ein Bischof ist neben seinen Diözesan-Agenden für die landesweiten Aufgaben den Bereichen Bildung, Caritas und Soziales, Jugend, Familie, Mission, Medien, Auslandsseelsorge zugeordnet. Die Bischofskonferenz unterhält das 1844 als Collegium Bohemicum gegründete Päpstliche Collegium Nepomucenum, das tschechische Priesterseminar in Rom.
Der Heilige Stuhl unterhält seit 1920 in Prag eine Apostolische Nuntiatur für diplomatische und kirchliche Belange. Apostolischer Nuntius ist seit Mai 2022 Erzbischof Jude Thaddeus Okolo. Vorgänger waren ab 2001 Erzbischof Erwin Josef Ender, ab 2004 Diego Causero, ab 2011 Giuseppe Leanza und ab 2018 Charles Daniel Balvo.

## Katholiken in Tschechien

Alterspyramide der Katholiken in Tschechien

Nach Angaben des tschechischen Statistikamts gaben beim Zensus 2011 1,08 Millionen Staatsbürger, also 10,4 % aller Tschechen, an, zur römisch-katholischen Kirche zu gehören.
Im Vergleich dazu zählt die Evangelische Kirche der Böhmischen Brüder rund 52.000 Mitglieder (= 0,5 % der Bevölkerung) und die Tschechoslowakische Hussitische Kirche rund 39.000 Mitglieder (= 0,4 % der Bevölkerung). 34 % der Bevölkerung bezeichneten sich bei der Volkszählung 2011 als konfessionslos, 44 % machten keine Angaben.
Nach dem kirchlichen Jahrbuch Annuario Pontificio aus dem Jahr 2013 ist die Zahl der Katholiken im Land ungleich höher. Die Statistik, die auf Zählungen der Bistümer beruht, gibt eine Gesamtzahl von 3.129.500 Katholiken an, was einem Anteil von 30,3 % der Bevölkerung entspricht.
| Bistum                                | Katholikenzahl | Gesamtbevölkerung | Katholikenanteil | Priesterzahl | Katholiken je Priester |
| ------------------------------------- | -------------- | ----------------- | ---------------- | ------------ | ---------------------- |
| Erzbistum Prag (Praha)                | 372.900        | 2.061.000         | 18,1 %           | 331          | 1.127                  |
| Bistum Budweis (České Budějovice)     | 290.400        | 758.000           | 38,3 %           | 136          | 3.135                  |
| Bistum Königgrätz (Hradec Králové)    | 452.200        | 1.266.000         | 35,7 %           | 210          | 2.153                  |
| Bistum Leitmeritz (Litoměřice)        | 162.400        | 1.341.000         | 12,1 %           | 117          | 1.388                  |
| Bistum Pilsen (Plzeň)                 | 144.700        | 834.000           | 17,4 %           | 98           | 1.477                  |
| Erzbistum Olmütz (Olomouc)            | 743.400        | 1.403.000         | 53 %             | 365          | 2.037                  |
| Bistum Brünn (Brno)                   | 535.500        | 1.360.000         | 39,4 %           | 358          | 1.496                  |
| Bistum Ostrau-Troppau (Ostrava-Opava) | 428.000        | 1.310.000         | 32,7 %           | 132          | 1.845                  |
| Summe                                 | 3.129.500      | 10.333.000        | 30,3 %           | 1.747        | 1.791                  |

## Geschichte
Die Slawenapostel Kyrill und Method von Saloniki wirkten im 9. Jahrhundert auf Einladung von Fürst Rastislav im Mährerreich. Erster Bischofssitz war vermutlich in Veligrad. Nach Methods Tod im Jahr 885 wurde der Einfluss der slawischen Liturgie vom Lateinischen zurückgedrängt. 
Die Christianisierung der Böhmen erfolgte im 10. Jahrhundert unter den Přemysliden. Die ersten christlichen Herrscher waren Bořivoj I. und seine Frau Ludmilla. Ihr Enkel Wenzel ersetzte 925 die heidnische Kultstätte auf dem Prager Burgfelsen durch eine christliche Rotunde und legte so den Grundstein für den späteren Veitsdom. Im Jahr 973 für Böhmen und Mähren das Bistum Prag errichtet, welches damals dem Metropoliten von Mainz unterstand. Zweiter Bischof von Prag wurde spätere Landesheilige Adalbert von Prag (Vojtěch). Mit der Gründung des Bistums Olmütz 1063 erhielt Mähren einen eigenen Bischofssitz.
Am 30. April 1344 erhob Papst Clemens VI. das Bistum Prag zum Erzbistum mit den Suffraganbistümern Olmütz und Leitomischl, das 1344 neu gegründet wurde, 1474 jedoch im Nachgang der Hussitenkriege unterging, woraufhin das Territorium wieder Prag unterstellt wurde.
Durch den Erzbischof Ernst Adalbert von Harrach wurde die katholische Kirche im Zeitalter des Dreißigjährigen Krieges geprägt.
Ende des 19. Jahrhunderts ermahnte Papst Leo XIII. in einer Enzyklika „Quae ad nos“ die katholische Kirche in Böhmen und Mähren. Die Gründung der Tschechoslowakei war begleitet von einem antikatholischen Diskurs aufgrund der starken Bande der Kirche zur Habsburgermonarchie. Zum Symbol für diesen Konflikt wurde der Sturz der Mariensäule am Altstädter Ring in Prag. Im Januar 1920 spaltete sich der radikale Flügel der priesterlichen Reformbewegung von der katholischen Kirche ab und gründete die Tschechoslowakische Kirche. 1925 berief Papst Pius XI. den apostolischen Nuntius aus Prag ab, weil Präsident Tomáš Garrigue Masaryk eine Hussitenflagge auf der Prager Burg hissen ließ. Zu einer Entspannung der Lage kam es 1929 anlässlich der 1000-Jahr-Feier des Nationalheiligen Wenzel. Die Kirche gab ihren Widerstand gegen die demokratischen Verhältnisse auf und es kam zur pragmatischen Integration der katholischen Identität in der Gesellschaft.

### Unterdrückte Kirche unter kommunistischer Herrschaft
Nach dem kommunistischen Februarumsturz 1948 steuerte das neue Regime unter Klement Gottwald einen repressiven Kurs gegen die katholische Kirche. Die Kirche wurde enteignet, katholische Publikationen wurden verboten, Verlage beschlagnahmt, katholische Schulen geschlossen. Der Vatikan wurde zum Feind erklärt, und der Nuntius aus Prag ausgewiesen. Die kommunistischen Machthaber beabsichtigten, mit der sogenannten Katholischen Aktion, die katholische Kirche in eine nationale, von Rom abgetrennte Kirche zu überführen.
Aufgrund der Zuspitzung der Lage und der Ungewissheit der Zukunft im Land erteilte der Heilige Stuhl den Bischöfen in der Tschechoslowakei geheime Vollmachten. Unter anderem gab es Bischofsweihen, die die tschechischen Bischöfe im Geheimen vornahmen (Kajetán Matoušek, František Tomášek, Ladislav Hlad, Karel Otčenášek, Felix Maria Davídek). Durch Übertragungen von Kompetenzen auf die Geheimbischöfe und auf Dechanten traf man Vorbereitungen für eine tschechische Untergrundkirche. Die Ernennungen und Weihen wurden nie vom tschechoslowakischen Staat anerkannt.
Ab 1970 fanden im Geheimen auch Ordinationen von Frauen zum Priesteramt durch Felix Maria Davídek und weitere Bischöfe der tschechischen Untergrundkirche statt. Die Weihe der etwa 5 Frauen waren die ersten Frauenweihen in der römisch-katholischen Kirche. Sie wurden erst 1995 bekannt, namentlich nur diejenige von Ludmila Javorová; der Vatikan versagte die Anerkennung.
Im Oktober 1949 richtete das Regime ein staatliches Kirchenamt ein, mit dem das gesamte kirchliche Leben überwacht und gesteuert werden sollte. 1950 wurden alle Ordensleute unter dem Decknamen Aktion K in Konzentrationsklöster oder Umerziehungslager eingewiesen, wobei sie der Spionage und der Tätigkeit für den Vatikan beschuldigt wurden. Priester und Bischöfe wurden interniert, inhaftiert und an der Ausübung ihrer Ämter gehindert. Nach langer Untersuchungshaft wurden Geistliche teils in Schauprozessen zu langen Haftstrafen verurteilt (Otčenášek). Es existierte ein staatliches Internierungslager für Priester im ehemaligen Kloster Želiv, deren Insassen Zwangsarbeit in einem Steinbruch verrichten mussten. Der Prager Kardinal Josef Beran durfte 1965 von einer Reise nach Rom nicht wieder nach Prag zurückkehren.
Auch nach dem Prager Frühling fand die Ausübung der Seelsorge immer unter Aufsicht der Sicherheitsdienste statt. Priesterweihen fanden nur noch wenige statt. Andererseits gelang es dem Staat, eigene Kandidaten wie Josef Vrana einzusetzen.
Die Bischofsernennung 1988 (Antonín Liška, Jan Lebeda, Ján Sokol) war die erste nach vielen Jahren, die zwischen Staat und Kirche ausgehandelt werden konnte. Dies galt als Kompromiss zwischen dem, was die Kirche benötigte und dem, was das kommunistische Regime zulassen konnte. Im August und September 1989 wurden František Vaňák, Josef Koukl und František Tondra zu Bischöfen in der Tschechoslowakei geweiht.
Am 12. November 1989 sprach Papst Johannes Paul II. die selige Agnes von Böhmen heilig. Das bereits geschwächte Regime erlaubte aus diesem Anlass die Ausreise von tausenden Pilgern nach Rom. Das Ereignis gilt als Vorzeichen der Samtenen Revolution, die binnen weniger Wochen die kommunistische Herrschaft in der Tschechoslowakei beendete.
Am 2. April 2011 - 21 Jahre nach dem Fall des Eisernern Vorhangs – wurde der von Bischof Davídek gegründeten Gruppe Koinótés der tschechischen Untergrundkirche in der Wiener UNO-City der Herbert-Haag-Preis verliehen. Damit wurden die – auch vom Vatikan – wenig gewürdigten Mitglieder der tschechischen Untergrundkirche, die sich durch „mutiges Handeln in der Christenheit exponiert haben“, erstmals öffentlich anerkannt. In der Preiswürdigung lobte Professor Hans Jorissen, dass die säkularisierten Länder Europas „die Erfahrungen der tschechischen Untergrundkirche nutzen könnten, die ein Modell für die Reevangelisierung war und heute sein könnte“.

### Nach 1993

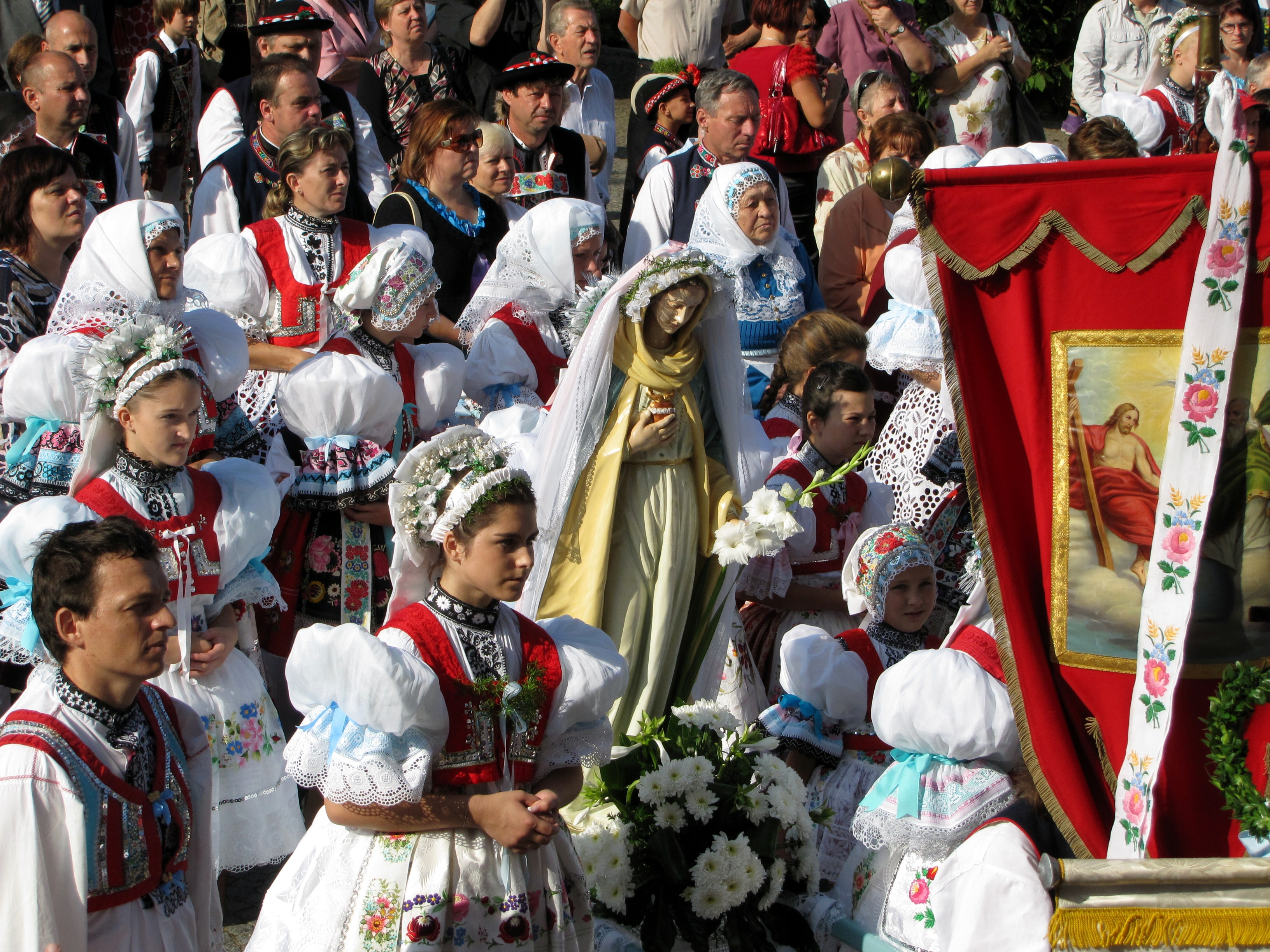
Prozession in Kyjov

Nach der Gründung der Tschechischen Republik 1993 wurde durch ein Konkordat die Kirchenlandschaft in Tschechien neu geordnet. Hierbei wurden die zwei Bistümer Pilsen und Troppau-Ostrau neu gegründet, indem sie aus anderen Bistümern herausgelöst wurden. Ein Konkordat, welche die Rechtsstellung der römisch-katholischen Kirche in Tschechien regelte war weiter ausständig. Vom 26. bis zum 28. September 2009 stattete Papst Benedikt XVI. Tschechien einen Besuch ab.
2012 beschloss das Abgeordnetenhaus ein Gesetz über die Restitution von Kircheneigentum. Die Regierung Nečas konnte nach zwanzig Jahren ungeklärter Eigentumsverhältnisse eine Einigung erzielen. Der Staat zieht sich dabei schrittweise aus der Finanzierung der Kirchen zurück. 2013 begann die Rückgabe von Immobilien und Grundbesitz im Wert von 3 Milliarden Euro an die Glaubensgemeinschaften, wobei der größte teil auf die katholische Kirche entfällt. Für Eigentum, das nicht mehr restituiert werden kann, zahlt der Staat 59 Milliarden Kronen (2,3 Milliarden Euro) über einen Zeitraum von 30 Jahren. Der Plan der Regierung Babiš, die Zahlungen zu besteuern, wurde 2019 vom Verfassungsgericht gekippt.
Am 24. Oktober 2024 schloss Tschechien unter der Regierung Petr Fiala ein allgemeines Konkordat mit dem Heiligen Stuhl ab.

## Wallfahrten

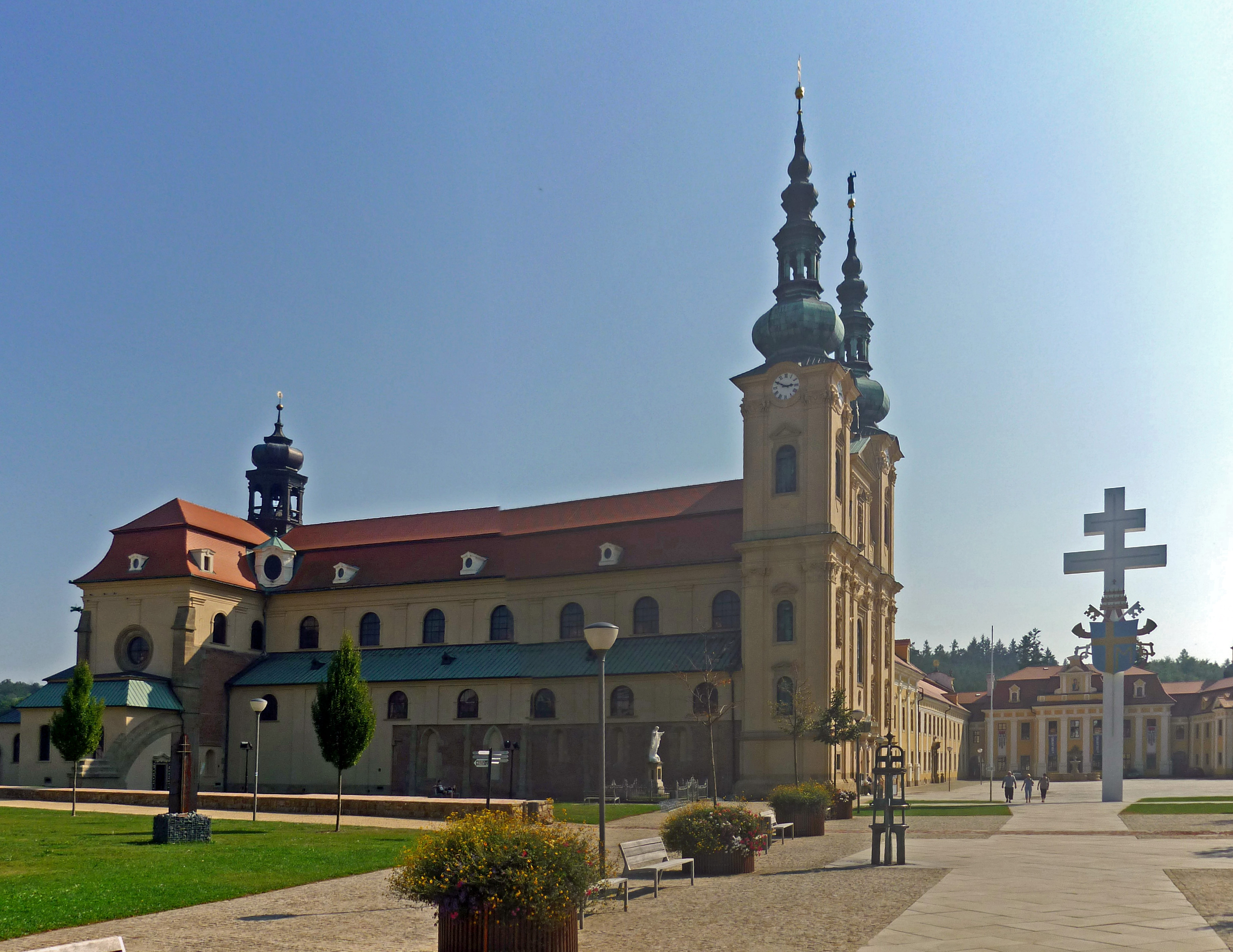
Velehrad

Größter Marien-Wallfahrtsort der Tschechischen Republik ist das Kloster Svatá Hora nahe Příbram. Zu diesem pilgern nicht nur tschechische Gläubige, sondern seit dem Fall des Eisernen Vorhangs auch wieder deutsche und österreichische Gläubige. Weitere bedeutende Wallfahrtsorte sind das Kloster Velehrad, der Hostýn, Stará Boleslav, der Svatý Kopeček in Olmütz und die Wallfahrtstätte Maria Hilf bei Zlaté Hory.